# 瑞安堡
瑞安堡，位于中国甘肃省民勤县，2006年5月25日公布为第六批全国重点文物保护单位，类型为近现代重要史迹及代表性建筑。
瑞安堡的历史年代为民国。